# Koppelspinne

Koppelspinne mit Maßstabsskalen und Nomogramm

Die Koppelspinne (englisch maneuvering board) ist ein Hilfsmittel der taktischen und radarbasierenden Navigation. Sie besteht in der Regel aus einem auf Papier gedruckten Polarkoordinaten-System, Skalen für verschiedene Maßstäbe und einem Nomogramm für Geschwindigkeitsberechnungen.
Die Koppelspinne wird verwendet, um mit Hilfe grafisch-konstruktiver Verfahren verschiedene navigatorische Probleme zu lösen.
- Kollisionsverhütung: CPA-Bestimmung
- Bestimmung von Kurs und Geschwindigkeit über Grund von Radar-Targets
- Wind- und Strom-Berechnungen

## Belege
1. ↑  National Imagery and Mapping Agency: Radar Navigation and Maneuvering Board Manual. 7. Auflage. Pub 1310, 2001 (nga.mil [PDF]).